# Jensen Beach
Jensen Beach – jednostka osadnicza w Stanach Zjednoczonych, w stanie Floryda, w hrabstwie Martin.